# Kamila Lićwinko
Kamila Lićwinko (cognome da nubile Stepaniuk; Bielsk Podlaski, 22 marzo 1986) è un'altista polacca, campionessa mondiale indoor a Sopot 2014.

## Progressione

### Salto in alto
| Stagione | Misura | Luogo          | Data      | Rank. Mond. |
| -------- | ------ | -------------- | --------- | ----------- |
| 2014     | 1,97 m | Płock          | 4-6-2014  | 9ª          |
| 2013     | 1,99 m | Opole          | 9-6-2013  | 5ª          |
| 2012     | 1,89 m | Opole          | 6-6-2012  | 59ª         |
| 2010     | 1,89 m | Ostrava        | 27-5-2010 | 49ª         |
| 2009     | 1,93 m | Bydgoszcz      | 1-8-2009  | 23ª         |
| 2008     | 1,91 m | Kaunas         | 8-6-2008  | 35ª         |
| 2007     | 1,90 m | Varsavia       | 20-5-2007 | 45ª         |
| 2006     | 1,84 m | Biała Podlaska | 27-5-2006 |             |
| 2005     | 1,86 m | Biała Podlaska | 24-6-2005 | 86ª         |
| 2004     | 1,84 m | Bydgoszcz      | 2-7-2004  |             |

### Salto in alto indoor
| Stagione | Misura | Luogo           | Data      | Rank. Mond. |
| -------- | ------ | --------------- | --------- | ----------- |
| 2015     | 2,02 m | Toruń           | 21-2-2014 | 1ª          |
| 2014     | 2,00 m | Sopot           | 8-3-2014  | 2ª          |
| 2014     | 2,00 m | Sopot           | 22-2-2014 | 2ª          |
| 2014     | 2,00 m | Arnstadt        | 8-2-2014  | 2ª          |
| 2013     | 1,92 m | Gateshead       | 23-6-2013 | 13ª         |
| 2013     | 1,92 m | Spała           | 9-2-2013  | 13ª         |
| 2011     | 1,88 m | Spała           | 20-2-2011 | 31ª         |
| 2010     | 1,92 m | Banská Bystrica | 4-3-2010  | 16ª         |
| 2009     | 1,92 m | Torino          | 8-3-2009  | 16ª         |
| 2009     | 1,92 m | Fiume           | 26-1-2009 | 16ª         |
| 2009     | 1,92 m | Hustopeče       | 24-1-2009 | 16ª         |
| 2008     | 1,89 m | Mosca           | 16-2-2008 | 41ª         |
| 2007     | 1,84 m | Spała           | 18-2-2007 |             |
| 2006     | 1,85 m | Spała           | 14-1-2006 | 66ª         |

## Palmarès
| Anno | Manifestazione   | Sede           | Evento        | Risultato | Prestazione | Note                                     |
| ---- | ---------------- | -------------- | ------------- | --------- | ----------- | ---------------------------------------- |
| 2005 | Europei juniores | Kaunas         | Salto in alto | 8ª        | 1,82 m      |                                          |
| 2007 | Europei under 23 | Debrecen       | Salto in alto | 4ª        | 1,86 m      |                                          |
| 2009 | Europei indoor   | Torino         | Salto in alto | 8ª        | 1,92 m      |                                          |
| 2009 | Universiadi      | Belgrado       | Salto in alto | 4ª        | 1,88 m      |                                          |
| 2009 | Mondiali         | Berlino        | Salto in alto | 14ª (q)   | 1,92 m      |                                          |
| 2013 | Europei indoor   | Göteborg       | Salto in alto | 17ª (q)   | 1,85 m      |                                          |
| 2013 | Universiadi      | Kazan'         | Salto in alto | Oro       | 1,96 m      |                                          |
| 2013 | Mondiali         | Mosca          | Salto in alto | 6ª        | 1,93 m      |                                          |
| 2014 | Mondiali indoor  | Sopot          | Salto in alto | Oro       | 2,00 m      | Record nazionale                         |
| 2014 | Europei          | Zurigo         | Salto in alto | 9ª        | 1,90 m      |                                          |
| 2015 | Europei indoor   | Praga          | Salto in alto | Bronzo    | 1,94 m      |                                          |
| 2015 | Mondiali         | Pechino        | Salto in alto | 4ª        | 1,99 m      |                                          |
| 2016 | Mondiali indoor  | Portland       | Salto in alto | Bronzo    | 1,96 m      |                                          |
| 2016 | Giochi olimpici  | Rio de Janeiro | Salto in alto | 9ª        | 1,93 m      |                                          |
| 2017 | Europei indoor   | Belgrado       | Salto in alto | 9ª (q)    | 1,86 m      |                                          |
| 2017 | Mondiali         | Londra         | Salto in alto | Bronzo    | 1,99 m      | Miglior prestazione personale stagionale |
| 2019 | Mondiali         | Doha           | Salto in alto | 5ª        | 1,98 m      | Miglior prestazione personale stagionale |
| 2021 | Giochi olimpici  | Tokyo          | Salto in alto | 11ª       | 1,93 m      |                                          |

## Altre competizioni internazionali
2019
- Campionati europei a squadre di atletica leggera ( Bydgoszcz)

2021
- Campionati europei a squadre di atletica leggera ( Chorzów)